# 清水绫乃
清水绫乃（日语：／ Shimizu Ayano，1998年4月11日—），群马县前橋市人，日本女子网球运动员。
截至2024年10月，清水绫乃在ITF女子世界网球巡回赛有6个单打和11个双打冠军。她在2018年久留米杯（ITF女子W50级别）获得了女子单打冠军，这是她职业生涯首获的最高级别赛事冠军。